# Aleksandr Germanovič Prejs
Aleksandr Germanovič Prejs (in russo Алекса́ндр Ге́рманович Прейс?; 5 dicembre 1905 – Sverdlovsk, 14 aprile 1942) è stato uno scrittore, drammaturgo e librettista sovietico.
Fu coautore del libretto de Il naso e di Lady Macbeth del Distretto di Mcensk di Dmitrij Dmitrievič Šostakovič e di altre opere e operette.

## Biografia
Le notizie su Prejs sono scarse. Nel 1930, come studente del dipartimento di regia dell'Istituto di arti sceniche, Prejs iniziò a lavorare al libretto dell'opera Il naso di Šostakovič, insieme a Evgenij Ivanovič Zamjatin e a Georgij Ionin.
Prejs completò la sua formazione registica mentre lavorava, insieme al compositore, al libretto dell'opera Lady Macbeth del Distretto di Mcensk di Šostakovič.
Nel 1935 scrisse il libretto dell'opera La madre, basata sull'omonimo romanzo di Maksim Gor'kij, e lo propose a Šostakovič. L'opera fu poi composta da Valerij Viktorovič Želobinskij e messa in scena dal Piccolo Teatro dell'Opera di Stato di Leningrado nel 1939.
Secondo Isaac Davjdovič Glikman (critico e librettista, amico di Šostakovič), prima della seconda guerra mondiale, al teatro Komissarževskaja, fu messa in scena l'opera di Nikolaj Vasil'evič Gogol' L'ordine di Vladimiro, 3ª classe, esistente in frammenti e completata da Prejs. L'annuario del 1982 Scrittori di Leningrado, in un modesto elenco di opere di Prejs, cita testi di canzoni, la sua drammatizzazione del racconto I gioielli di Guy de Maupassant e i testi russi dell'opéra-comique Les cloches de Corneville di Robert Planquette e dell'operetta La principessa del circo di Emmerich Kálmán. Nell'ottobre 1941, all'Unione dei compositori di Leningrado, si tenne un'audizione di frammenti della nuova opera di Gavriil Nikolaevič Popov Aleksandr Nevskij, il cui libretto era stato composto da Prejs e da Pëtr Andreevič Pavlenko.
Durante l'assedio di Leningrado Prejs fu membro del gruppo di difesa aerea della milizia di Leningrado. Dopo essere stato evacuato, morì di distrofia a Sverdlovsk nell'aprile 1942.